# Gli anni '70 (Antonello Venditti)
Gli anni '70 è una raccolta di Antonello Venditti pubblicata nel 1992 nella quale sono presenti i più grandi successi degli anni settanta.

## Tracce
1. Roma Capoccia – 4:51
2. Mio padre ha un buco in gola – 4:03
3. Le tue mani su di me – 3:44
4. L'orso bruno – 4:18
5. Le cose della vita – 2:50
6. Marta – 5:07
7. Quando verrà Natale – 5:30
8. L'amore non ha padroni – 6:19
9. Lilly – 6:10
10. Compagno di scuola – 6:01
11. Per sempre giovane – 5:06
12. Una stupida e lurida storia d'amore – 3:42
13. Sotto il segno dei pesci – 5:57
14. Sara – 4:25
15. Bomba o non bomba – 5:06
16. Buona domenica – 5:38